# Martien van Zuijlen
Martinus Cornelius Antonius (Martien) van Zuijlen (Uithoorn, 1944) is een Nederlands wiskundige en emeritus hoogleraar stochastiek en financiële wiskunde aan de Radboud Universiteit en gespecialiseerd in auditing.
Van Zuijlen studeerde wiskunde aan de Universiteit van Amsterdam en promoveerde in 1976 aan de Universiteit Leiden bij Willem Rutger van Zwet op het proefschrift "Empirical Distributions and Rank Statistics". Na zijn promotie begon Van Zuijlen op het Mathematisch Centrum in Amsterdam. Na een half jaar aan de Universiteit van Oregon, begon hij als wetenschappelijk medewerker en later hoogleraar aan de Radboud Universiteit. In 2010 ging hij met emeritaat.
Bij Van Zuijlen gepromoveerd zijn onder anderen Jan Beirlant (in 1984), Tjacco van der Meer (in 1995), Ivo Alberink (in 2000) en Stan Alink (in 2007).

## Publicaties
- 1976. Empirical Distributions and Rank Statistics
- 1995. Nonparametric deconvolution for decreasing kernels. Met Bert van Es en Geurt Jongbloed. Delft University of Technology.
- 1996. Facts, phantasies and a new proposal concerning the stringer bound. Met N.G. De Jager. Limperg Instituut.
- 1998. Isotonic inverse estimators for nonparametric deconvolution. Met Bert van Es. Vrije Universiteit.
- 2010. Gebruik en misbruik van wiskundige modellen in de financiële wereld. Afscheidsrede Radboud Universiteit Nijmegen.